# Incidentul OZN de la Aztec, New Mexico
Incidentul OZN de la Aztec, statul  New Mexico din 1948 (uneori cunoscut sub numele de „celălalt Roswell”, cu referire la Incidentul OZN de la Roswell) a fost o farsă legată de o farfurie zburătoare pe baza căreia Frank Scully a scris în 1950 cartea Behind the Flying Saucers.

## Prezentarea incidentului
La începutul lunii martie 1948, a fost raportată prezența unei nave aeriene neidentificate care, potrivit martorilor, plutea deasupra Laboratorului Național din Los Alamos din New Mexico.
Peste aproximativ două săptămâni, la 25 martie 1948, în Hart Canyon s-a semnalat un OZN similar despre care s-a spus că ar fi făcut o aterizare controlată după ce a fost lovit de către armata americană. Presupușii martori au susținut că 16 figuri umanoide moarte au fost găsite în apropierea navei. Despre navă martorii au susținut că avea 30 metri în diametru, fiind astfel cel mai mare OZN de până în prezent. S-a susținut că nava era făcută dintr-un material impermeabil la orice fel de căldură. Fiecare martor a declarat că a observat o gaură în carcasa navei și cu toții au descris personajele umanoide ca având aspect de copii. Alte rapoarte au fost mai detaliate, descriind creaturile ca intre 36 de inci (91 cm) și 42 inci (110 cm) în înălțime , cu o greutate aproximativ 18 kg.
S-a afirmat că la scurt timp după ce nava a fost doborâtă, armata a curățat zona de probe, inclusiv cadavrele- care ar fi fost duse ulterior în Hangarul 18 aflat la Baza Aeriană de la Wright-Patterson. Într-adevăr, se crede că în Hangarul 18 este dus fiecare OZN doborât și capturat în SUA, tocmai din cauza incidentului OZN de la Aztec.
Incidentul a dus la tinerea Simpozionului OZN de la Aztec, care a avut loc în biblioteca locală având loc strângeri  de fonduri din 1997 până în 2011.
Persoane notabile care au dat declarații în calitate de martori: inginerul NASA, Bob Oechsler și Fred Reed, un angajat al Oficiului de Servicii Strategice.

## Farsa
Silas Newton și Leo Gebauer au fost implicați în finanțarea explorării petrolului în zonă. Farsa lor a fost comisă pentru a găsi noi investitori. Cei doi au afirmat că au construit o mașină care să descopere depozitele de petrol și gaze naturale folosind tehnologie extraterestră. J.P. Cahn de la San Francisco Chronicle a primit o bucată dintr-un metal "străin", testat și determinat a fi totuși aluminiu. Relatările lui Cahn despre nava extraterestră falsă au apărut în revista True în 1952. Mai multe persoane care au fost înșelate de Newton și Gebauer au luat atitudine. Una dintre victimele lor, Herman Glader, un milionar din Denver, care a plătit celor doi farsori o sumă de bani i-a dat în judecată în 1953. (Ei i-au cerut 18.500 dolari pentru un dispozitiv, care putea fi cumpărat din orice magazin cu doar 3,50 dolari la momentul respectiv.)

## Nota FBI-ului
În luna aprilie 2011, pasionații de OZN-uri au descoperit ceea ce avea să fie cunoscută sub numele de "notița lui Hottel", care era disponibilă pentru vizualizare pe web-site-ul FBI "Vault". Deși nota nu au fost clasificată niciodată ea a fost văzută ca o "dovadă" a unui mușamalizării oficiale din partea guvernului Statelor Unite. Nota conținea mărturia unui om pe nume Guy Hottel, care a fost agentul agenției Federal Bureau of Investigation (acronim, FBI) responsabil de biroul din Washington în acel moment. Ea era adresată lui J. Edgar Hoover și conținea indexate evidențele FBI, dar acest lucru era o practică standard.
Ulterior s-a descoperit că relatarea lui Hottel a fost de fapt o repovestire a unei repovestiri din 6 ianuarie 1950 a unui articol publicat în Wyandotte Echo, din Kansas City, Kansas, un ziar juridic. Însuși articolul din Echo Wyandotte era de fapt o repovestire a relatării unui vânzător local de autovehicule și director de publicitate la o stație de radio.
În cele din urmă detaliile din nota FBI pot fi urmărite înapoi până la farsă.
După ce nota a fost postată pe site-ul FBI Vault, ea a avut peste un milion de vizualizări în cca. 2 ani.

## Evoluția incidentului începând cu anii 1950
De la mijlocul anilor 1950 până la începutul anilor 1970, cei mai mulți anchetatori privind OZN-urile considerau subiectul complet discreditat și, prin urmare, acesta incident era evitat. Cu toate acestea, la sfârșitul anilor 1970, Leonard Stringfield a pretins nu numai că incidentul a fost real, dar și că nava implicată este una dintr-un număr de nave recuperate și depozitate pe ascuns de către armata americană.
William Steinman și Wendell Stevens au scris mai târziu o carte despre acest incident, carte intitulată UFO Crash at Aztec: A Well Kept Secret (OZN prăbușit la Aztec: un secret bine păstrat) și publicată în 1986. În 2011, The Aztec Incident (Incidentul de la Aztec) de Scott și Suzanne Ramsey combină propriile lor cercetări cu mărturia unor martori noi și susțin că accidentul -mai precis aterizarea necontrolată cu pagube minime- ar fi putut într-adevăr să fi avut loc mai mult sau mai puțin așa cum a fost descrisă inițial de Scully.
S-a observat că în ultimii ani presupusele mărturii la "prima mână" despre prăbușirea de la Aztec se aseamănă cuvânt cu cuvânt cu mărturiile la "prima mână" de la Roswell.